# 1967 à la télévision
| Années de la télévision : 1964 - 1965 - 1966 - 1967 - 1968 - 1969 - 1970    |
| Décennies de la télévision : 1930 - 1940 - 1950 - 1960 - 1970 - 1980 - 1990 |

Cet article présente les faits marquants de l'année 1967 à la télévision.

## Événements

### France
- 1er octobre : la deuxième chaîne de l'ORTF passe à la couleur à 14h15.
- 18 octobre : Le Conseil des ministres signe un projet de loi portant sur l’introduction de la publicité à l’ORTF.

## Émissions

### France
- 6 avril : Première de l'émission Les Dossiers de l'écran sur la deuxième chaîne de l'ORTF.
- 15 septembre : Première de 24 heures actualités sur la deuxième chaîne de l'ORTF.
- 18 septembre : Première de l'émission Monsieur Cinéma sur la deuxième chaîne de l'ORTF.
- 2 octobre : Première de l'émission Colorix sur la deuxième chaîne de l'ORTF.

## Séries télévisées
Série télévisée diffusion du premier épisode de Une mère pas comme les autres le 24 septembre 1967. Série télévisée américaine en 30 épisodes de 25 minutes. Le titre américain original est "My Mother the Car".

### Japon
- 2 avril : diffusion du premier épisode de Princesse Saphir (série télévisée d'animation) sur la chaîne Fuji TV.

### Allemagne
- 15 septembre : diffusion du premier épisode du Comte Yoster a bien l'honneur sur ARD

### États-Unis
- 10 janvier : diffusion du premier épisode des Envahisseurs sur ABC
- 28 mars : diffusion du premier épisode de L'Homme de fer sur NBC
- 7 septembre : diffusion du premier épisode de Cimarron sur CBS
- 9 septembre : diffusion du premier épisode de L'Araignée sur ABC
- 9 septembre : diffusion du premier épisode de Georges de la jungle sur ABC
- 10 septembre : diffusion du premier épisode du Grand Chaparral sur NBC
- 16 septembre : diffusion du premier épisode de Mannix sur CBS

### Royaume-Uni
- 27 septembre : diffusion du premier épisode de L'Homme à la valise sur ITV
- 1er octobre : diffusion du premier épisode du Prisonnier sur ITV

### France
- 4 avril : diffusion de Chapeau melon et bottes de cuir, à partir de la quatrième saison, sur la deuxième chaîne de l'ORTF
- 14 octobre : diffusion du premier épisode des Enquêtes du commissaire Maigret

## Principales naissances
- 26 janvier : Jean-Paul Rouve, acteur et réalisateur français
- 18 mars : Olivier Minne, animateur franco-belge.
- 29 mars : André Bouchet, il joue le rôle de passe-partout dans l'émission de télévision Fort Boyard.
- 11 avril : Bruno Roblès, animateur télé et animateur radio français.
- 12 juin : Denis Brogniart, journaliste sportif et animateur de télévision français.
- 1er juillet : Pamela Anderson, actrice et mannequin américano-canadienne et colombienne.
- 21 septembre : Stéphane Rotenberg, animateur TV français.
- 24 octobre : Thierry Adam, journaliste sportif français.
- 17 novembre : Alexandre Delpérier, commentateur sportif
- 7 décembre : Cathrine Asmussen, réalisatrice, scénariste, directrice de la photographie et monteuse danoise
- 25 décembre : Carole Rousseau, animatrice de télévision française.

## Principaux décès
- 13 mai : Frank McGrath, acteur américain (° 2 février 1903).
- 18 mai : Andy Clyde, acteur écossais (° 25 mars 1892).